# Феніндіон
Феніндіон (англ. Phenindione, лат. Phenindionum) — синтетичний препарат з групи непрямих антикоагулянтів, який застосовується перорально. Натепер застосування препарату обмежене у зв'язку із більшою кількістю побічних ефектів у порівнянні з іншими непрямими антикоагулянтами (варфарином, аценокумаролом).

## Фармакологічні властивості
Феніндіон — синтетичний препарат, що відноситься до непрямих антикоагулянтів та є похідним індандіону. Механізм дії препарату полягає у блокуванні дії вітаміну К шляхом інгібування дії ферменту епоксид редуктази (K-вітамінредуктазу), та, у результаті цього, гальмування синтезу факторів згортання крові II, VII, IX і X. Феніндіон зменшує толерантність плазми до гепарину, загальну кількість ліпідів крові, та підвищує проникність судин. Проте при його застосуванні спостерігалась значна кількість побічних ефектів, серед яких важкі форми гострого панкреатиту та агранулоцитоз, що призвело до значного обмеження застосування препарату.

### Фармакокінетика
Феніндіон швидко та добре всмоктується після перорального застосування, біодоступність препарату не встановлена. Феніндіон добре зв'язується з білками плазми крові, проте цей зв'язок є нестійким. Препарат створює високі концентрації у більшості тканин організму та може накопичуватися в органах, має здатність проходити через гематоенцефалічний та плацентарний бар'єр, виділяється в грудне молоко. Феніндіон частково метаболізується у печінці. Виводиться препарат із організму з сечею як у незміненому вигляді, так і у вигляді метаболітів. Період напіввиведення феніндіону становить 5—10 годин, тривалість дії препарату становить 1—4 дні після відміни.

## Показання до застосування
Феніндіон застосовується для профілактики тромбозів глибоких вен і, для вторинної профілактики інфаркту міокарду і профілактики тромбоемболічних ускладнень (тромбоемболії легеневої артерії, емболічних інсультів, інфаркту міокарду) після, для профілактики тромбоемболічних ускладнень у пацієнтів з фібриляцією передсердь, у пацієнтів із протезованими клапанами серця, для профілактики післяопераційних тромбозів.

## Побічна дія
При застосуванні феніндіону побічні ефекти спостерігаються частіше, ніж при застосуванні інших непрямих антикоагулянтів. Характерними побічними ефектами препарату є важкий гострий панкреатит та агранулоцитоз. Характерним побічним ефектом, як і інших антикоагулянтів, є некрози шкіри, ураження нирок із розвитком інтерстиційного нефриту, нефротичного синдрому та ниркової недостатності. Іншими побічними ефектами феніндіону є:
- Алергічні реакції та з боку шкірних покривів — висипання на шкірі, синдром Лаєлла, гарячка, набряк шкіри, забарвлення шкіри долонь у оранжевий колір.
- З боку нервової системи — головний біль.
- З боку сечостатевої системи — порушення функції нирок, забарвлення сечі у рожевий колір.
- З боку травної системи — нудота, блювання, діарея, стоматит, порушення смаку, гепатит, жовтяниця, виразковий коліт, паралітична кишкова непрохідність.
- З боку системи крові та серцево-судинної системи — міокардит, кровотечі та крововиливи у шкіру, м'язи та паренхіматозні органи.
- Зміни в лабораторних аналізах — лейкопенія, лейкемоїдні реакції, еозинофілія.

## Протипокази
Феніндіон протипоказаний при підвищеній чутливості до препарату; гострій кровотечі; схильності до кровотеч (хвороба Віллебранда, гемофілія, тромбоцитопенія і порушення функцій тромбоцитів) та геморагічних діатезах; загрозі переривання вагітності; великі післяопераційні рани; нещодавному перенесеному хірургічному втручанні або травмі мозку чи очей; нещодавно проведеній люмбальній анестезії чи біопсії печінки або нирок; при важкій печінковій або нирковій недостатності; при гіпокоагуляції; ерозивно-виразкових ураженнях травного тракту та важкій артеріальній гіпертензії. Препарт не застосовується у період вагітності та годування грудьми.

## Форми випуску
Феніндіон випускається у вигляді таблеток по 0,03 г.

## Синоніми
Фенілін (PHENYLINUM), Phenyldandione, Athromban, Danilone, Dievan, Emandione, Fenindiona, Hedulin, Indon, Phenindon, Thromasal, Thrombantin